# G-квадруплекс

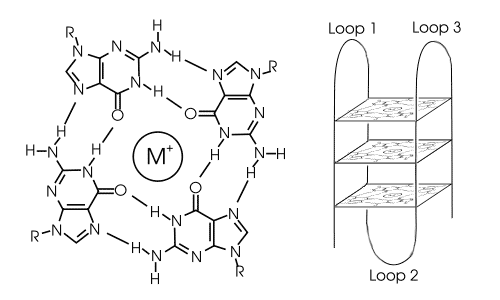
Структура G-квадруплекса. Ліворуч: G-тетрада. Праворуч: внутрішньомолекулярний G-квадруплекс

G-квадруплекс, G4 — тип чотирьохланцюжкової структури, яку можуть сформувати нуклеїнові кислоти, багаті на гуанін (також відомо як G-тетради або G4-ДНК). Вони складаються із пласких квадратних структур (тетрад), складених із залишків гуаніну, стабілізованих за допомогою хугстінівських водневих зв'язків. Вони можуть бути ще сильніше стабілізовані за допомогою моновалентного катіона (особливо калію) в центрі тетрад. Ці структури можуть формуватися ДНК, РНК, ЗНК (LNA) і ПНК (PNA), і можуть бути внутрішньомолекулярними, бімолекулярними і тетрамолекулярними. Залежно від напряму ланцюжків, що формують тетради, структура може бути «паралельною» або «антипаралельною».
Цікавим є те, що G-квадруплекси можуть знаходитись в регуляторних ділянках генів, таких як сайти сплайсингу чи 5'-нетрансльованих ділянках.
Для реплікації квадруплексів необхідні такі фактори, як FANCJ (англ. helicase Fanconi anaemia group J), полімераза REV1 та праймаза-полімераза PrimPol.
У 2015 році було створено методику G4-seq, яка дозволяє вивчити розміщення G-квадруплексів у геномі і засновується на принципі пауз, які робить ДНК-полімераза при проходженні ділянки, що містить квадруплекс. Ці паузи потім можна відстежити за допомогою секвенування. При аналізі лейкоцитів людини за допомогою цієї методики встановлено, що ДНК лейкоцитів містить більше ніж 500 тисяч G4 структур. Причому через наявність в них нерегулярностей та неканонічних для G4-структур послідовностей, таких як довгі шпильки, до 70% знайдених квадруплексів не можна було вирахувати за допомогою комп'ютерного моделювання.